# Presspahn
Le presspahn est un matériau semblable à du papier qui sert d’isolant électrique dans les applications électro-techniques. Ce nom est passé dans le langage courant dans de nombreuses langues, mais c’est à l’origine le nom d’une entreprise britannique de Bradford, fondée en 1925, qui a commencé à fabriquer des isolants en carton pressé, imprégné d’huile, pour les transformateurs et les condensateurs électrolytiques.

## Électro-technique
La carte de Lyon, sorte de papier épais, résistant et à surface lisse, jouait le rôle d'isolant avant l'apparition des matériaux synthétiques et elle est encore en usage pour certaines applications.
Le presspahn est composé de papier ou de carton associé à une feuille, ou deux, de matière synthétique (polyester, mylar). On utilise pour le papier de la pulpe de sulfate aux propriétés isolantes. Les épaisseurs courantes vont de 0,1 mm à 0,5 mm. On utilise aussi le « papier de poisson » : fish paper, en fait un matériau plastique fait de fibre vulcanisée, léger, résistant et isolant.
Le presspahn est utilisé dans les moteurs électriques, les transformateurs et les appareils électriques.

## Imprimerie
En imprimerie et particulièrement en lithographie, le presspahn, presspan, ou encore passe-main, est devenu l’habillage traditionnel, sur les maculatures, de la presse lithographique. Sa qualité principale est, outre sa résistance, son « glissant » qui lui permet de bien passer sous le râteau de la presse. Il peut être en carton, en métal ou en plastique. On l’appelle parfois tympan, mais le tympan est normalement un organe mobile qui vient se rabattre sur la forme imprimante (la pierre lithographique) en maintenant la feuille à imprimer et l’habillage.
On utilise souvent la carte de Lyon à cet effet, mais aussi les presspahns techniques en polyester.

## Modélisme
Dans les années 1960 étaient vendus pour les voitures de voyageurs des trains électriques jouets à l’échelle HO des soufflets en presspahn (rigides), obtenus en collant l'un sur l'autre des éléments jusqu'à obtenir la taille voulue pour assurer un peu de réalisme sans compromettre le comportement des éléments dans les courbes ni leur accrochage et éventuel décrochage automatiques.